# Kudensee (kommune)
Kudensee er en by og en kommune i det nordlige Tyskland, beliggende i Amt Wilstermarsch i den sydvestlige del af Kreis Steinburg. Kreis Steinburg ligger i den sydvestlige del af delstaten Slesvig-Holsten.

## Geografi
Kudensee ligger omkring fem kilometer nordøst for Brunsbüttel ved Kielerkanalen.
Landesstraße 276 og Deutsche Fährstraße går gennem kommunen.
Kanalfærgen Stettin forbinder kommunen med Averlak på den vestlige bred. Bundesstraße 5 går gennem den sydlige del af kommunen.